# Гладковицька волость
Гладковицька волость — адміністративно-територіальна одиниця Овруцького повіту Волинської губернії Російської імперії та Української держави. Волосний центр — село  Гладковичі. Волость з усіх боків оточувала повітове місто Овруч.
Станом на 1885 рік складалася з 34 поселень, 13 сільських громад. Населення — 7731 особа (3858 чоловічої статі та 3873 — жіночої), 860 дворових господарства.
|                     | Площа, десятин | У тому числі орної, дес. |
| ------------------- | -------------- | ------------------------ |
| Сільських громад    | 13527          | 8384                     |
| Приватної власності | 17065          | 5070                     |
| Казенної власності  | 18180          | 370                      |
| Іншої власності     | 165            | 73                       |
| Загалом             | 48937          | 13897                    |

Основні поселення волості:
- Гладковичі — колишнє державне село при річці Грезля за 5 верст від повітового міста, 480 осіб, 91 двір, волосне правліення, православна церква, аптека, постоялий будинок. За 23 версти - поштова станція Клинецька. За 23 версти - залізний завод Рудня Мечня. За 25, 26, 30, 45 верст смоляний завод.
- Виступовичі — колишнє власницьке село при річці, 600 осіб, 86 дворів, 2 православних церкви, постоялий будинок, смоляний завод.
- Гуничі — колишнє власницьке село при річці Норинь, 360 осіб, 54 двори, католицька каплиця.
- Заручай — колишнє державне село при річці Норинь, 64 особи, 8 дворів, православна церква, пивоварний завод.
- Людвинівка — колишнє власницьке село, 160 осіб, 20 дворів, вітряк, смоляний завод.
- Раківщина — колишнє власницьке село при річці Норинь, 396 осіб, 102 двори, православна церква, католицька каплиця.
- Сташкевичі - хутір (після 1956 р. - село).